# Skaveråsa göl
Skaveråsa göl är en sjö i Värnamo kommun i Småland och ingår i Lagans huvudavrinningsområde. Sjön är 2,8 meter djup, har en yta på 0,016 kvadratkilometer och befinner sig 19,2 meter över havet.